# 広島県道189号福山上御領線
広島県道189号福山上御領線（ひろしまけんどう189ごう ふくやまかみごりょうせん）は、広島県福山市を通る一般県道である。

## 概要
福山市蔵王町6丁目から福山市神辺町字上御領に至る。
信号交差点がほとんど無いこともあり、地元民の抜け道として、福山市蔵王地域方面と岡山県井原市方面との行き来によく利用されている。
すでに本路線の区域に編入されてもおかしくない道（本路線の延長的な道、福山市道）があるのに、全区間の区域決定が実現していない要因には、福山市蔵王町 - 福山市春日町宇山間で、かなりの急勾配が入っていることや、もともと農道として建設されたため道路規格が低いことが挙げられる。改めて高い規格の道路が建設されるという計画もあるが、まだ具体的な話は出ていない。

### 路線データ
- 起点：福山市蔵王町6丁目（福山市民病院入口交差点、国道182号交点）
- 終点：福山市神辺町上御領（上御領交差点、国道313号交点）
- 実延長：3 km[注釈 1]
- 区域未決定区間：福山市蔵王町6丁目・福山市民病院入口交差点（起点） - 福山市神辺町下竹田・誠和団地入口交差点

## 歴史
- 1996年（平成8年）4月25日 - 広島県告示第469号により認定される。
- 2006年（平成18年）3月1日 - 深安郡神辺町が福山市に編入されたことに伴い、全区間が福山市域を通る路線になり、併せて終点の地名表記が深安郡神辺町上御領から福山市神辺町上御領に変更される。

## 路線状況

### 重複区間
- 広島県道・岡山県道102号下御領井原線（福山市神辺町大字八尋）

## 地理

### 通過する自治体
- 福山市

### 交差する道路
| 交差する道路                                     | 交差する場所     | 交差する場所                  |
| ------------------------------------------------ | ---------------- | ----------------------------- |
| 国道182号 国道314号 重複                         | 蔵王町6丁目      | 福山市民病院入口交差点 / 起点 |
| 区域未定区間                                     |                  |                               |
| 広島県道76号神辺大門線                           | 神辺町大字下竹田 | 神辺町下竹田交差点            |
| 広島県道・岡山県道102号下御領井原線 重複区間起点 | 神辺町大字八尋   |                               |
| 広島県道・岡山県道102号下御領井原線 重複区間終点 | 神辺町大字八尋   |                               |
| 国道313号 / 神辺バイパス 国道486号 重複          | 神辺町字上御領   | 野々上交差点                  |
| 国道313号 国道486号 重複                         | 神辺町字上御領   | 上御領交差点 / 終点           |

### 交差する鉄道
- 井原鉄道井原線

### 沿線
- E2 山陽自動車道 21 福山東IC
- 福山市民病院
- マーメイド福山ゴルフクラブ
- 山陽自動車学校
- 福山市立竹尋小学校
- 福山市立神辺東中学校